# Cantone di Chambo
Il cantone di Chambo è un cantone dell'Ecuador che si trova nella provincia del Chimborazo.
Il capoluogo del cantone è Chambo.